# 8 août aux Jeux olympiques d'été de 2012
Le mercredi 8 août aux Jeux olympiques d'été de 2012 est le quinzième jour de compétition.

## Programme
| Heure UTC+1 (Londres)                         |               |
| bleu                                          | Cérémonie     |
| neutre                                        | Épreuve       |
| or                                            | Finale        |
| orange                                        | Petite finale |
| rose                                          | Reporté       |
| gris                                          | Annulé        |
| Compétition masculine                         | Hommes        |
| Compétition féminine                          | Femmes        |
| Compétition mixte (hommes et femmes mélangés) | Mixte         |
| Compétition en couple (1 homme et 1 femme)    | Couple        |
| modifier                                      |               |

| Horaire   | Discipline Spécialité | Discipline Spécialité                            | Discipline Spécialité                         | Phase                               | Résultats                                                                   | Références |
| --------- | --------------------- | ------------------------------------------------ | --------------------------------------------- | ----------------------------------- | --------------------------------------------------------------------------- | ---------- |
| 8 h 30    |                       | Hockey sur gazon Tournoi féminin                 | Compétition femmes                            | Match de placement 9e et 10e places | Japon (AP) 2 - 1 Afrique du Sud                                             | [ 1 ]      |
| 9 h 00    |                       | Taekwondo Poids mouche (- de 49 kg)              | Compétition femmes                            | Éliminatoires                       | -                                                                           | -          |
| 9 h 15    |                       | Taekwondo Poids mouche (- de 58 kg)              | Compétition hommes                            | Éliminatoires                       | -                                                                           | -          |
| 9 h 30    |                       | Canoë-kayak en eau calme K1 1000 mètres          | Compétition hommes                            | Finales                             | Eirik Verås Larsen (NOR) · Adam van Koeverden (CAN) · Max Hoff (GER)        | [ 2 ]      |
| 9 h 48    |                       | Canoë-kayak en eau calme C1 1000 mètres          | Compétition hommes                            | Finales                             | Sebastian Brendel (GER) · David Cal (ESP) · Mark Oldershaw (CAN)            | [ 3 ]      |
| 10 h 00   |                       | Athlétisme Saut à la perche                      | Compétition hommes                            | -                                   | -                                                                           | -          |
| 10 h 00   |                       | Athlétisme Lancer du marteau                     | Compétition femmes                            | -                                   | -                                                                           | -          |
| 10 h 10   |                       | Athlétisme Décathlon                             | Compétition hommes                            | 100 m                               | -                                                                           | -          |
| 10 h 16   |                       | Canoë-kayak en eau calme K2 1000 mètres          | Compétition hommes                            | Finales                             | Hongrie · Portugal · Allemagne                                              | [ 4 ]      |
| 10 h 44   |                       | Canoë-kayak en eau calme K4 500 mètres           | Compétition femmes                            | Finales                             | Hongrie · Allemagne · Biélorussie                                           | [ 5 ]      |
| 10 h 45   |                       | Athlétisme 5000 m                                | Compétition hommes                            | 1er tour                            | -                                                                           | -          |
| 11 h 00   |                       | Handball Tournoi masculin                        | Compétition hommes                            | Quart de finale                     | Islande 33 - 34 (AP) Hongrie                                                | [ 6 ]      |
| 11 h 00   |                       | Tennis de table Par équipes                      | Compétition hommes                            | Petite finale                       | Allemagne 3 - 1 Hong Kong                                                   | [ 7 ]      |
| 11 h 10   |                       | Athlétisme Décathlon                             | Compétition hommes                            | Saut en longueur                    | -                                                                           | -          |
| 11 h 30   |                       | Hockey sur gazon Tournoi féminin                 | Compétition femmes                            | Match de placement 7e et 8e places  | Corée du Sud 1 - 4 Allemagne                                                | [ 8 ]      |
| 11 h 35   |                       | Athlétisme 800 m                                 | Compétition femmes                            | 1er tour                            | -                                                                           | -          |
| 12 h 00   |                       | Équitation Saut d'obstacles individuel, Manche A | Compétition mixte (hommes et femmes ensemble) | Épreuve                             | -                                                                           | -          |
| 12 h 00   |                       | Voile 470                                        | Compétition femmes                            | Course 9                            | -                                                                           | -          |
| 12 h 50   |                       | Athlétisme Décathlon                             | Compétition hommes                            | Lancer du poids                     | -                                                                           | -          |
| 13 h 00 * |                       | Lutte Libre, Moins de 48 kg                      | Compétition femmes                            | Qualification                       | -                                                                           | -          |
| 13 h 00 * |                       | Lutte Libre, Moins de 63 kg                      | Compétition femmes                            | Qualification                       | -                                                                           | -          |
| 13 h 00   |                       | Voile 49er                                       | Compétition hommes                            | Course médailles                    | Australie · Nouvelle-Zélande · Danemark                                     | [ 9 ]      |
| 13 h 15 * |                       | Voile 470                                        | Compétition femmes                            | Course 10                           | -                                                                           | -          |
| 13 h 25 * |                       | Lutte Libre, Moins de 48 kg                      | Compétition femmes                            | 8e de finale                        | -                                                                           | -          |
| 13 h 25 * |                       | Lutte Libre, Moins de 63 kg                      | Compétition femmes                            | 8e de finale                        | -                                                                           | -          |
| 13 h 30   |                       | Boxe Poids mouches (-51 kg)                      | Compétition femmes                            | Demi-finale 1                       | Ren Cancan (CHN) 10 - 8 Marlen Esparza (USA)                                | [ 10 ]     |
| 13 h 46   |                       | Boxe Poids mouches (-51 kg)                      | Compétition femmes                            | Demi-finale 2                       | Mary Kom (IND) 6 - 11 Nicola Adams (GBR)                                    | [ 11 ]     |
| 14 h 00   |                       | Basket-ball Tournoi masculin                     | Compétition hommes                            | Quart de finale                     | Russie 83 - 74 Lituanie                                                     | [ 12 ]     |
| 14 h 00 * |                       | Voile Elliott 6m                                 | Compétition femmes                            | Quart de finale 1                   | -                                                                           | -          |
| 14 h 00   |                       | Volley-ball Tournoi masculin                     | Compétition hommes                            | Quart de finale                     | Argentine 0 - 3 Brésil                                                      | [ 13 ]     |
| 14 h 03   |                       | Boxe Poids légers (-60 kg)                       | Compétition femmes                            | Demi-finale 1                       | Katie Taylor (IRL) 17 - 9 Mavzuna Chorieva (TJK)                            | [ 14 ]     |
| 14 h 05 * |                       | Voile Elliott 6m                                 | Compétition femmes                            | Quart de finale 2                   | -                                                                           | -          |
| 14 h 23   |                       | Boxe Poids légers (-60 kg)                       | Compétition femmes                            | Demi-finale 2                       | Adriana Araujo (BRA) 11 - 17 Sofya Ochigava (RUS)                           | [ 15 ]     |
| 14 h 25 * |                       | Lutte Libre, Moins de 48 kg                      | Compétition femmes                            | Quarts de finale                    | -                                                                           | -          |
| 14 h 25 * |                       | Lutte Libre, Moins de 63 kg                      | Compétition femmes                            | Quarts de finale                    | -                                                                           | -          |
| 14 h 30   |                       | Handball Tournoi masculin                        | Compétition hommes                            | Quart de finale                     | Espagne 22 - 23 France                                                      | [ 16 ]     |
| 14 h 30 * |                       | Voile Elliott 6m                                 | Compétition femmes                            | Quart de finale 3                   | -                                                                           | -          |
| 14 h 30   |                       | Water-polo Tournoi masculin                      | Compétition hommes                            | Quarts de finale                    | Espagne 9 - 11 Monténégro                                                   | [ 17 ]     |
| 14 h 35 * |                       | Voile Elliott 6m                                 | Compétition femmes                            | Quart de finale 4                   | -                                                                           | -          |
| 14 h 42   |                       | Boxe Poids mi-lourds (-75 kg)                    | Compétition femmes                            | Demi-finale 1                       | Marina Volnova (KAZ) 15 - 29 Claressa Shields (USA)                         | [ 18 ]     |
| 14 h 55   |                       | Équitation Saut d'obstacles individuel, Manche B | Compétition mixte (hommes et femmes ensemble) | Finale                              | Steve Guerdat (SUI) · Gerco Schroder (NED) · Cian O'Connor (IRL)            | [ 19 ]     |
| 14 h 59   |                       | Boxe Poids mi-lourds (-75 kg)                    | Compétition femmes                            | Demi-finale 2                       | Li Jinzi (CHN) 10 - 12 Nadezda Torlopova (RUS)                              | [ 20 ]     |
| 15 h 00   |                       | BMX Course                                       | Compétition hommes                            | Manche de répartition               | -                                                                           | -          |
| 15 h 00 * |                       | Lutte Libre, Moins de 48 kg                      | Compétition femmes                            | Demi-finales                        | -                                                                           | -          |
| 15 h 00 * |                       | Lutte Libre, Moins de 63 kg                      | Compétition femmes                            | Demi-finales                        | -                                                                           | -          |
| 15 h 00   |                       | Taekwondo Poids mouche (- de 49 kg)              | Compétition femmes                            | Quarts de finale                    | -                                                                           | -          |
| 15 h 15   |                       | Taekwondo Poids mouche (- de 58 kg)              | Compétition hommes                            | Quarts de finale                    | -                                                                           | -          |
| 15 h 30   |                       | Hockey sur gazon Tournoi féminin                 | Compétition femmes                            | Demi-finale 1                       | Pays-Bas (TAB 3-1) 2 - 2 Nouvelle-Zélande                                   | [ 21 ]     |
| 15 h 30   |                       | Tennis de table Par équipes                      | Compétition hommes                            | Finale                              | Chine 3 - 0 Corée du Sud                                                    | [ 22 ]     |
| 15 h 40   |                       | BMX Course                                       | Compétition femmes                            | Manche de répartition               | -                                                                           | -          |
| 15 h 50   |                       | Water-polo Tournoi masculin                      | Compétition hommes                            | Quarts de finale                    | Australie 8 - 11 Serbie                                                     | [ 23 ]     |
| 16 h 00   |                       | Volley-ball Tournoi masculin                     | Compétition hommes                            | Quart de finale                     | États-Unis 0 - 3 Italie                                                     | [ 24 ]     |
| 16 h 15   |                       | Basket-ball Tournoi masculin                     | Compétition hommes                            | Quart de finale                     | France 59 - 66 Espagne                                                      | [ 25 ]     |
| 17 h 00   |                       | Taekwondo Poids mouche (- de 49 kg)              | Compétition femmes                            | Demi-finales                        | -                                                                           | -          |
| 17 h 15   |                       | Taekwondo Poids mouche (- de 58 kg)              | Compétition hommes                            | Demi-finales                        | -                                                                           | -          |
| 18 h 00   |                       | Athlétisme Décathlon                             | Compétition hommes                            | Saut en hauteur                     | -                                                                           | -          |
| 18 h 00   |                       | Handball Tournoi masculin                        | Compétition hommes                            | Quart de finale                     | Suède 24 - 22 Danemark                                                      | [ 26 ]     |
| 18 h 40   |                       | Water-polo Tournoi masculin                      | Compétition hommes                            | Quarts de finale                    | Italie 11 - 9 Hongrie                                                       | [ 27 ]     |
| 18 h 45   |                       | Lutte Libre, Moins de 48 kg                      | Compétition femmes                            | Petite finale 1                     | Isabelle Sambou (SEN) 0 - 3PO Carol Huynh (CAN)                             | [ 28 ]     |
| 18 h 54   |                       | Lutte Libre, Moins de 48 kg                      | Compétition femmes                            | Petite finale 2                     | Clarissa Chun (USA) 3PO - 0 Iryna Merleni (UKR)                             | [ 29 ]     |
| 19 h 00   |                       | Beach-volley Tournoi féminin                     | Compétition femmes                            | Petite finale                       | Brésil 2 - 1 Chine                                                          | [ 30 ]     |
| 19 h 03   |                       | Lutte Libre, Moins de 48 kg                      | Compétition femmes                            | Finale                              | Hitomi Obara (JPN) 3PP - 1 Mariya Stadnik (AZE)                             | [ 31 ]     |
| 19 h 05   |                       | Athlétisme Lancer du javelot                     | Compétition hommes                            | Qualification                       | -                                                                           | -          |
| 19 h 15   |                       | Athlétisme 110 m haies                           | Compétition hommes                            | Demi-finale                         | -                                                                           | -          |
| 19 h 30   |                       | Lutte Libre, Moins de 63 kg                      | Compétition femmes                            | Petite finale 1                     | Martine Dugrenier (CAN) 0 - 3PO Soronzonboldyn Battsetseg (MGL)             | [ 32 ]     |
| 19 h 30   |                       | Plongeon Haut-vol à 10 mètres                    | Compétition femmes                            | Éliminatoires                       | -                                                                           | -          |
| 19 h 30   |                       | Volley-ball Tournoi masculin                     | Compétition hommes                            | Quart de finale                     | Pologne 0 - 3 Russie                                                        | [ 33 ]     |
| 19 h 39   |                       | Lutte Libre, Moins de 63 kg                      | Compétition femmes                            | Petite finale 2                     | Monika Michalik (POL) 1 - 3PP Lubov Volosova (RUS)                          | [ 34 ]     |
| 19 h 45   |                       | Athlétisme 1500 m                                | Compétition femmes                            | Demi-finales                        | -                                                                           | -          |
| 19 h 48   |                       | Lutte Libre, Moins de 63 kg                      | Compétition femmes                            | Finale                              | Kaori Icho (JPN) 3PO - 0 Jing Ruixue (CHN)                                  | [ 35 ]     |
| 20 h 00   |                       | Basket-ball Tournoi masculin                     | Compétition hommes                            | Quart de finale                     | Brésil 77 - 82 Argentine                                                    | [ 36 ]     |
| 20 h 00   |                       | Hockey sur gazon Tournoi féminin                 | Compétition femmes                            | Demi-finale 2                       | Argentine 2 - 1 Grande-Bretagne                                             | [ 37 ]     |
| 20 h 00   |                       | Water-polo Tournoi masculin                      | Compétition hommes                            | Quarts de finale                    | Croatie 8 - 2 États-Unis                                                    | [ 38 ]     |
| 20 h 05   |                       | Athlétisme Saut en longueur                      | Compétition femmes                            | Finale                              | Brittney Reese (USA) · Elena Sokolova (RUS) · Janay DeLoach (USA)           | [ 39 ]     |
| 20 h 10   |                       | Athlétisme 200 m                                 | Compétition hommes                            | Demi-finale                         | -                                                                           | -          |
| 20 h 30*  |                       | Boxe Poids mi-mouches (-49 kg)                   | Compétition hommes                            | Quarts de finale                    | -                                                                           | -          |
| 20 h 45   |                       | Athlétisme 400 m haies                           | Compétition femmes                            | Finale                              | Natalya Antyukh (RUS) · Lashinda Demus (USA) · Zuzana Hejnová (CZE)         | [ 40 ]     |
| 21 h 00   |                       | Athlétisme 200 m                                 | Compétition femmes                            | Finale                              | Allyson Felix (USA) · Shelly-Ann Fraser-Pryce (JAM) · Carmelita Jeter (USA) | [ 41 ]     |
| 21 h 00   |                       | Beach-volley Tournoi féminin                     | Compétition femmes                            | Finale                              | États-Unis 0 - 2 États-Unis                                                 | [ 42 ]     |
| 21 h 00   |                       | Taekwondo Poids mouche (- de 49 kg)              | Compétition femmes                            | Petite finale 1                     | Chanatip Sonkham (THA) 8 - 0 PTF Elizabeth Zamora (GUA)                     | [ 43 ]     |
| 21 h 15   |                       | Athlétisme 110 m haies                           | Compétition hommes                            | Finale                              | Aries Merritt (USA) · Jason Richardson (USA) · Hansle Parchment (JAM)       | [ 44 ]     |
| 21 h 15   |                       | Taekwondo Poids mouche (- de 58 kg)              | Compétition hommes                            | Petite finale 1                     | Aleksey Denisenko (RUS) 3 - 1 PTF Safwan Khalil (AUS)                       | [ 45 ]     |
| 21 h 30   |                       | Athlétisme Décathlon                             | Compétition hommes                            | 400 m                               | -                                                                           | -          |
| 21 h 30*  |                       | Boxe Poids super-légers (-64 kg)                 | Compétition hommes                            | Quarts de finale                    | -                                                                           | -          |
| 21 h 30*  |                       | Boxe Poids mi-lourds (-81 kg)                    | Compétition hommes                            | Quarts de finale                    | -                                                                           | -          |
| 21 h 30   |                       | Handball Tournoi masculin                        | Compétition hommes                            | Quart de finale                     | Croatie 25 - 23 Tunisie                                                     | [ 46 ]     |
| 21 h 30   |                       | Taekwondo Poids mouche (- de 49 kg)              | Compétition femmes                            | Petite finale 2                     | Jannet Alegría (MEX) 0 - 1 SDP Lucija Zaninović (CRO)                       | [ 47 ]     |
| 21 h 30   |                       | Volley-ball Tournoi masculin                     | Compétition hommes                            | Quart de finale                     | Bulgarie 3 - 0 Allemagne                                                    | [ 48 ]     |
| 21 h 45   |                       | Taekwondo Poids mouche (- de 58 kg)              | Compétition hommes                            | Petite finale 2                     | Pen-Ek Karaket (THA) 4 - 6 PTF Óscar Muñoz Oviedo (COL)                     | [ 49 ]     |
| 22 h 15   |                       | Basket-ball Tournoi masculin                     | Compétition hommes                            | Quart de finale                     | États-Unis 119 - 86 Australie                                               | [ 50 ]     |
| 22 h 15   |                       | Taekwondo Poids mouche (- de 49 kg)              | Compétition femmes                            | Finale                              | Wu Jingyu (CHN) 8 - 1 PTF Brigitte Yagüe (ESP)                              | [ 51 ]     |
| 22 h 30   |                       | Taekwondo Poids mouche (- de 58 kg)              | Compétition hommes                            | Finale                              | Joel González (ESP) 17 - 8 PTF Lee Dae-Hoon (KOR)                           | [ 52 ]     |

* Date du début estimée

## Tableaux des médailles
- Pays organisateur (Royaume-Uni)

Note : Les deux tableaux ci-dessous tiennent compte des médailles obtenues en boxe bien que les médailles d'or et d'argent ne soient pas encore attribuées.
| Rang  | Nation             | Or | Argent | Bronze | Total |
| ----- | ------------------ | -- | ------ | ------ | ----- |
| 1     | États-Unis         | 4  | 3      | 4      | 11    |
| 2     | Chine              | 2  | 1      | 1      | 4     |
| 3     | Hongrie            | 2  | 0      | 0      | 2     |
| 3     | Japon              | 2  | 0      | 0      | 2     |
| 5     | Espagne            | 1  | 2      | 0      | 3     |
| 6     | Allemagne          | 1  | 1      | 3      | 5     |
| 7     | Russie             | 1  | 1      | 2      | 4     |
| 8     | Australie          | 1  | 0      | 0      | 1     |
| 8     | Norvège            | 1  | 0      | 0      | 1     |
| 8     | Suisse             | 1  | 0      | 0      | 1     |
| 11    | Corée du Sud       | 0  | 2      | 0      | 2     |
| 12    | Canada             | 0  | 1      | 2      | 3     |
| 13    | Jamaïque           | 0  | 1      | 1      | 2     |
| 14    | Azerbaïdjan        | 0  | 1      | 0      | 1     |
| 14    | Pays-Bas           | 0  | 1      | 0      | 1     |
| 14    | Nouvelle-Zélande   | 0  | 1      | 0      | 1     |
| 14    | Portugal           | 0  | 1      | 0      | 1     |
| 18    | Brésil             | 0  | 0      | 2      | 2     |
| 19    | Biélorussie        | 0  | 0      | 1      | 1     |
| 19    | Colombie           | 0  | 0      | 1      | 1     |
| 19    | Croatie            | 0  | 0      | 1      | 1     |
| 19    | République tchèque | 0  | 0      | 1      | 1     |
| 19    | Danemark           | 0  | 0      | 1      | 1     |
| 19    | Inde               | 0  | 0      | 1      | 1     |
| 19    | Irlande            | 0  | 0      | 1      | 1     |
| 19    | Kazakhstan         | 0  | 0      | 1      | 1     |
| 19    | Mongolie           | 0  | 0      | 1      | 1     |
| 19    | Thaïlande          | 0  | 0      | 1      | 1     |
| 19    | Tadjikistan        | 0  | 0      | 1      | 1     |
| Total | Total              | 16 | 16     | 26     | 58    |

| Rang  | Nation                 | Or  | Argent | Bronze | Total |
| ----- | ---------------------- | --- | ------ | ------ | ----- |
| 1     | Chine                  | 36  | 22     | 19     | 77    |
| 2     | États-Unis             | 34  | 22     | 25     | 81    |
| 3     | Grande-Bretagne        | 22  | 13     | 13     | 48    |
| 4     | Corée du Sud           | 12  | 7      | 6      | 25    |
| 5     | Russie                 | 11  | 19     | 22     | 52    |
| 6     | France                 | 8   | 9      | 11     | 28    |
| 7     | Allemagne              | 7   | 15     | 10     | 32    |
| 8     | Italie                 | 7   | 6      | 4      | 17    |
| 9     | Hongrie                | 6   | 2      | 3      | 11    |
| 10    | Kazakhstan             | 6   | 0      | 2      | 8     |
| 11    | Australie              | 5   | 12     | 9      | 26    |
| 12    | Pays-Bas               | 5   | 4      | 6      | 15    |
| 13    | Japon                  | 4   | 13     | 14     | 31    |
| 14    | Iran                   | 4   | 3      | 1      | 8     |
| 15    | Corée du Nord          | 4   | 0      | 1      | 5     |
| 16    | Cuba                   | 3   | 3      | 1      | 7     |
| 17    | Nouvelle-Zélande       | 3   | 2      | 5      | 10    |
| 18    | Biélorussie            | 3   | 2      | 4      | 9     |
| 19    | Afrique du Sud         | 3   | 1      | 0      | 4     |
| 20    | Ukraine                | 3   | 0      | 6      | 9     |
| 21    | Espagne                | 2   | 6      | 1      | 9     |
| 22    | Roumanie               | 2   | 5      | 2      | 9     |
| 23    | Danemark               | 2   | 4      | 3      | 9     |
| 24    | Jamaïque               | 2   | 2      | 2      | 6     |
| 25    | Brésil                 | 2   | 1      | 7      | 10    |
| 26    | Pologne                | 2   | 1      | 5      | 8     |
| 27    | Croatie                | 2   | 1      | 1      | 4     |
| 28    | Suisse                 | 2   | 1      | 0      | 3     |
| 29    | Éthiopie               | 2   | 0      | 2      | 4     |
| 30    | Canada                 | 1   | 4      | 9      | 14    |
| 31    | Suède                  | 1   | 3      | 3      | 7     |
| 32    | République tchèque     | 1   | 3      | 2      | 6     |
| 33    | Kenya                  | 1   | 2      | 2      | 5     |
| 34    | Slovénie               | 1   | 1      | 2      | 4     |
| 35    | Géorgie                | 1   | 1      | 1      | 3     |
| 35    | Norvège                | 1   | 1      | 1      | 3     |
| 37    | République dominicaine | 1   | 1      | 0      | 2     |
| 38    | Lituanie               | 1   | 0      | 1      | 2     |
| 39    | Algérie                | 1   | 0      | 0      | 1     |
| 39    | Grenade                | 1   | 0      | 0      | 1     |
| 39    | Venezuela              | 1   | 0      | 0      | 1     |
| 42    | Mexique                | 0   | 3      | 2      | 5     |
| 42    | Colombie               | 0   | 3      | 2      | 5     |
| 44    | Azerbaïdjan            | 0   | 2      | 2      | 4     |
| 45    | Égypte                 | 0   | 2      | 0      | 2     |
| 46    | Inde                   | 0   | 1      | 3      | 4     |
| 46    | Slovaquie              | 0   | 1      | 3      | 4     |
| 48    | Arménie                | 0   | 1      | 2      | 3     |
| 48    | Belgique               | 0   | 1      | 2      | 3     |
| 48    | Mongolie               | 0   | 1      | 2      | 3     |
| 51    | Estonie                | 0   | 1      | 1      | 2     |
| 51    | Indonésie              | 0   | 1      | 1      | 2     |
| 51    | Serbie                 | 0   | 1      | 1      | 2     |
| 51    | Thaïlande              | 0   | 1      | 1      | 2     |
| 51    | Tunisie                | 0   | 1      | 1      | 2     |
| 56    | Chypre                 | 0   | 1      | 0      | 1     |
| 56    | Finlande               | 0   | 1      | 0      | 1     |
| 56    | Guatemala              | 0   | 1      | 0      | 1     |
| 56    | Malaisie               | 0   | 1      | 0      | 1     |
| 56    | Portugal               | 0   | 1      | 0      | 1     |
| 56    | Taipei chinois         | 0   | 1      | 0      | 1     |
| 62    | Grèce                  | 0   | 0      | 2      | 2     |
| 62    | Moldavie               | 0   | 0      | 2      | 2     |
| 62    | Qatar                  | 0   | 0      | 2      | 2     |
| 62    | Singapour              | 0   | 0      | 2      | 2     |
| 66    | Argentine              | 0   | 0      | 1      | 1     |
| 66    | Hong Kong              | 0   | 0      | 1      | 1     |
| 66    | Irlande                | 0   | 0      | 1      | 1     |
| 66    | Arabie saoudite        | 0   | 0      | 1      | 1     |
| 66    | Koweït                 | 0   | 0      | 1      | 1     |
| 66    | Maroc                  | 0   | 0      | 1      | 1     |
| 66    | Porto Rico             | 0   | 0      | 1      | 1     |
| 66    | Tadjikistan            | 0   | 0      | 1      | 1     |
| 66    | Trinité-et-Tobago      | 0   | 0      | 1      | 1     |
| 66    | Turquie                | 0   | 0      | 1      | 1     |
| 66    | Ouzbékistan            | 0   | 0      | 1      | 1     |
| Total | Total                  | 216 | 218    | 248    | 682   |